# Правна система на Руската федерация
Правната система на Руската федерация е съвкупност от характерните особености на руското право и международноправните задължения на Руската федерация.
За облика на съвременната руска правна система допринасят правната култура на руското общество и съдебната практика.
Основен източник на правото в Русия е Конституцията; федералните конституционни закони; федералните закони; указите и заповедите на президента на Руската федерация, предвид формата на държавно управление.
Указите и разпорежданията на правителството на Руската федерация; ведомствените актове на федералните органи на изпълнителната власт; органичните закони на субектите на Руската федерация; законите и актовете на местните власти, както и международните договори и споразумения, ако те са ратифицирани, са също източници на правото на Руската федерация.
|  | Тази страница частично или изцяло представлява превод на страницата „Правовая система Российской Федерации“ в Уикипедия на руски. Оригиналният текст, както и този превод, са защитени от Лиценза „Криейтив Комънс – Признание – Споделяне на споделеното“, а за съдържание, създадено преди юни 2009 година – от Лиценза за свободна документация на ГНУ. Прегледайте историята на редакциите на оригиналната страница, както и на преводната страница, за да видите списъка на съавторите. ВАЖНО: Този шаблон се отнася единствено до авторските права върху съдържанието на статията. Добавянето му не отменя изискването да се посочват конкретни източници на твърденията, които да бъдат благонадеждни. |